# إيفان ماساغي
إيفان ماساغي هورتا (بالإسبانية: Iván Massagué) (مواليد برشلونة ، إسبانيا ؛ 4 سبتمبر 1976) ممثل إسباني. عرف بظهورها في فيلم المنصة عام 2019

## روابط خارجية
- إيفان ماساغي على موقع IMDb (الإنجليزية)
- إيفان ماساغي على موقع ميوزك برينز (الإنجليزية)
- إيفان ماساغي على موقع قاعدة بيانات الفيلم (الإنجليزية)